# North Hero
North Hero es un pueblo ubicado en el condado de Grand Isle en el estado estadounidense de Vermont. En el año 2010 tenía una población de 803 habitantes y una densidad poblacional de 6,66 personas por km².

## Geografía
North Hero se encuentra ubicado en las coordenadas 44°49′52″N 73°16′25″O / 44.83111, -73.27361.

## Demografía
Según la Oficina del Censo en 2000 los ingresos medios por hogar en la localidad eran de $45,577 y los ingresos medios por familia eran $51,964. Los hombres tenían unos ingresos medios de $36,875 frente a los $31,125 para las mujeres. La renta per cápita para la localidad era de $26,859. Alrededor del 9% de la población estaba por debajo del umbral de pobreza.